# Kæmpe
Mange kulturers mytologi indeholder monstre af menneskelig udseende, men med abnorm størrelse og styrke. Ofte benyttes betegnelsen kæmper om disse væsner. 
Den græske mytologi indeholdt titanterne og giganterne, og i den nordiske mytologi var jætterne sådanne kæmper. Kæmperne er ofte repræsentanter for Chaos og den vilde natur, og de er ofte i konflikt med guderne. Kæmperne er kendt i mange religioner. Der er referencer til kæmper også i Det Gamle Testamente, hvor Goliat er den mest kendte.
| Mytologi | Spire Denne artikel om mytologi er en spire som bør udbygges. Du er velkommen til at hjælpe Wikipedia ved at udvide den. |